# Wollenhagen
Wollenhagen ist ein Ortsteil der Ortschaft Lindstedt der Hansestadt Gardelegen im Altmarkkreis Salzwedel in Sachsen-Anhalt, Deutschland.

## Geografie
Wollenhagen, ein Straßendorf mit Kirche, liegt sieben Kilometer südöstlich von Bismark und 15 Kilometer nordöstlich der Stadt Gardelegen in der Altmark. Durch das Dorf fließt die Alte Bäke in Richtung Norden zum Secantsgraben. Im Westen liegt der etwa 36 Meter hohe Wiepenberg.
Nachbarorte sind Lindstedterhorst im Westen, Könnigde im Norden, Badingen im Osten, Klinke im Südosten, sowie Lotsche und Seethen im Südwesten.

## Geschichte

### Mittelalter bis Neuzeit
Im Jahre 1227 wird ein Henricus de Woldenhagen  als Zeuge in einer Urkunde über die Stadt Stendal genannt.
Im Jahr 1238 wird Wollenhagen als Waldenhage erstmals urkundlich erwähnt, als Graf Siegfried von Osterburg Dörfer und Besitz in der Altmark, mit denen er vorher vom St. Ludgerikloster Helmstedt belehnt worden war, dem Abt Gerhard von Werden und Helmstedt überschrieb. Wilhelm Zahn schrieb: „Das Dorf muss eine starke Bienenzucht gehabt haben, denn es hatte eine jährliche Abgabe von 22 Töpfen Honig zu leisten“. In der Abschrift von 1238 heißt es: „XXII urnas mellis“.
Werner Kalbe (Calve), Bürger zu Stendal, verkaufte 1454 dem Altar Hippoliti in der Marienkirche zu Stendal eine Hebung von einer Wiese zu Woldenhagen. Weitere Nennungen sind 1540 und 1687 Woldenhagen und 1804 bereits Wollenhagen.

### Landwirtschaft
Fast 300 Jahre lang wurde in Wollenhagen Hopfen angebaut. Man hatte Hopfendämme angelegt und verdiente aufgrund der hohen Hopfenpreise gutes Geld. Als der böhmische Hopfen dem altmärkischen den Rang abgelaufen hatte, stellten sich die Wollenhagener auf den Anbau von Stangenbohnen um. Die Hopfendarre, ein Fachwerkhaus von 1879 aus Wollenhagen, wurde 2015 im Freilichtmuseum Diesdorf wieder aufgebaut.
Bei der Bodenreform wurden 1945 wurden erfasst: 26 Besitzungen unter 100 Hektar hatten zusammen 351 Hektar, 2 Kirchenbesitzungen hatten zusammen 8 Hektar. Im Jahr 1959 wurde von einer Vereinigung der gegenseitigen Bauernhilfe berichtet, der „VdgB Meliorationsgenossenschaft“, die 1962 gelöscht und in eine Landwirtschaftliche Produktionsgenossenschaft (LPG) überführt wurde. Bereits 1960 gab es die LPG Typ I „Wiesengrund“.

### Herkunft des Ortsnamens
Franz Mertens führt den Ortsnamen Woldenhagen auf die Wörter „wold“, angelsächsisch für „Wald“ und „hagen“ für „umhegten Ort, Hecke“ zurück.

### Archäologie
1929 wurde eine in Wollenhagen gefundene Hohlhaxt aus der Bronzezeit beschrieben, die sich damals in Privatbesitz befand.
Der Burgwall Kiebitzberg, eine Niederungsburg, liegt etwa 500 Meter südwestlich von Wollenhagen. Der namensgebende etwa 37 Meter „hohe“ Kiebitzberg gehört heute zur Gemarkung Seethen, wie auch das heute als Kiebitzburg bezeichnete Bodendenkmal, das teilweise auf der Gemarkung Klinke liegt. Es ist bislang undatiert und lag bis 1950 in der Gemarkung der Gemeinde Lotsche.
Paul Grimm beschrieb 1958 die Lage vom Kiebitzberg: „Natürliche Gruppe von Hügeln, die sich aus dem Niederungsgelände erheben.“ Er meinte: „Die Hügel sind vielleicht aus Verteidigungsgründen umgestaltet. Sage von einer verschwundenen Burg.“ Im Museum in Halle sind unbestimmbare Scherben überliefert.

### Eingemeindungen
Das Dorf gehörte ursprünglich zum Stendalischen Kreis. 1807 bis 1813 gehörte es zum Landkanton Stendal auf dem Territorium des napoleonischen Königreichs Westphalen. 1816 kam die Gemeinde zum Kreis Gardelegen, dem späteren Landkreis Gardelegen.
Die Gemeinde Wollenhagen wurde am 25. Juli 1952 in den neuen kleineren Kreis Gardelegen umgegliedert. Am 1. Januar 1974 wurde Wollenhagen in die Gemeinde Lindstedt eingemeindet.
Mit der Eingemeindung von Lindstedt in die Hansestadt Gardelegen am 1. Januar 2011 per Landesgesetz kam der Ortsteil Wollenhagen zur neuen Ortschaft Lindstedt und zur Hansestadt Gardelegen.

### Einwohnerentwicklung
| Jahr | Einwohner |
| ---- | --------- |
| 1734 | 145       |
| 1772 | 150       |
| 1790 | 180       |
| 1798 | 162       |
| 1801 | 178       |
| 1818 | 161       |

| Jahr | Einwohner |
| ---- | --------- |
| 1840 | 193       |
| 1864 | 246       |
| 1871 | 230       |
| 1885 | 197       |
| 1892 | [0]203    |
| 1895 | 201       |

| Jahr | Einwohner |
| ---- | --------- |
| 1900 | [0]172    |
| 1905 | 164       |
| 1900 | [0]162    |
| 1925 | 171       |
| 1939 | 139       |
| 1946 | 246       |

| Jahr | Einwohner |
| ---- | --------- |
| 1964 | 161       |
| 2012 | [00]099   |
| 2017 | 078       |
| 2021 | [0]071    |
| 2022 | [0]077    |

Quelle bis 1964, wenn nicht angegeben:

## Religion
Die evangelische Kirchengemeinde Wollenhagen, die früher zur Pfarrei Klinke gehörte, wird heute betreut vom Pfarrbereich Lindstedt im Kirchenkreis Salzwedel im Propstsprengel Stendal-Magdeburg der Evangelischen Kirche in Mitteldeutschland. Die historischen Überlieferungen in Kirchenbüchern für Wollenhagen beginnen im Jahre 1766.
Früher gab es eine eigene Pfarrei im Dorf. Der erste evangelische Pfarrer war ein früherer Gardelegener Kleinschmied namens Gregor Leberkoch. Er wirkte von 1553 bis ungefähr 1578.

## Kultur und Sehenswürdigkeiten
- Die evangelische Dorfkirche Wollenhagen ist ein im Kern frühgotisch rechteckiger Feldsteinbau.[23] Im Inneren sind an der Nordseite des Kirchenschiffs zwei größere Fragmente einer mittelalterlichen Bilderwand mit Szenen aus dem Leben und der Passion Christi erhalten.[24]
- Der Friedhof des Dorfes befindet sich auf dem Kirchhof.
- Im Dorf stehen zwei Bauernhöfe unter Denkmalschutz.[3]

## Spukstelle bei Wollenhagen
Im „Altmärkischen Hausfreund“ von 1886 wurde folgendes berichtet. Zwischen Könnigde und Wollenhagen wimmert auf den Wiesen und in den Hopfengärten eine klagende Frauengestalt, die den Verlust einer Wiese durch einen falschen Eid verschuldet hat. Sie ist verdammt zu rufen: „Die Wiese gehört hierher!“ Vermutlich ist die Wiese dem Gut in Holzhausen geraubt. In früheren Zeiten hat sie sich schauernd und vor Frost bebend den Hirten genähert, die dort des Nachts ihr Vieh weideten und zu ihrer Erwärmung Feuer angezündet hatten.